# 1472 Muonio
1472 Muonio (1938 UQ) là một tiểu hành tinh vành đai chính được phát hiện ngày 18 tháng 10 năm 1938 bởi Y. Vaisala ở Turku.